# Matchfixning
Matchfixning avser olaglig manipulation av matcher, exempelvis fotbollsmatcher. Syftet kan vara att  åstadkomma storvinster på spelmarknaden, men det finns också andra skäl, däribland att öka chansen för laget att avancera i turneringar.

## Definition
Riksidrottsförbundet definierar matchfixning på följande sätt: "Matchfixning innebär att på ett otillåtet sätt förändra eller påverka utgången av en idrottstävling i syfte att dra nytta eller vinning för sig själv eller andra och för att eliminera en del av den oförutsägbarhet som är förknippad med utvecklingen eller utfallet av idrottstävlingar."

## Matchfixningens omfattning
Enligt en enkät som SVT Sport skickade ut till spelare i de tre högsta fotbollsligorna i Sverige (Allsvenskan, Superettan, Ettan) våren 2020 hade minst 17 spelare fått ett erbjudande om matchfixning, minst 73 spelare kände till fixade matcher, minst 82 spelare hade deltagit i matcher som de misstänkte hade varit uppgjorda och 92 hade hört en lagkamrat pratar om att de hade deltagit i fixade matcher. En känd match som man försökte utsätta för matchfixning var mötet mellan IFK Göteborg och AIK våren 2017, som ställdes in när manipulationsförsöket blev känt. Även en rad matcher i basketligan har varit utsatta för matchfixning.